# Sabalar
Sabalar es una red con que se pescan en el Guadalquivir los sabalos, cuyas mallas y dimensiones son equivalentes a otras redes, que también se conocen allí con el nombre de bandurrias.
La red sabalar es de la clase de las delgadas y el cuadrado de su malla de las de siete en codo. Se compone por lo regular de un tendido, según el idioma de aquellos pescadores, que consta de tres o cuatro piezas. Cada pieza tiene de largo treinta y ocho brazas: su anchura, una y media. Se arma colocando de braza a braza el corcho en la relinga o cuerda superior y en la inferior unas competentes plomadas a iguales distancias. Las cuerdas referidas son de cáñamo por lo común pero algunos las echan de lino.